# ستانلي إليس
ستانلي إليس (12 فبراير 1896 في المملكة المتحدة - 14 فبراير 1987 في المملكة المتحدة) (بالإنجليزية: Stanley Ellis)‏ هو لاعب كريكت بريطاني وبريطاني (وحمل سابقاً جنسية المملكة المتحدة لبريطانيا العظمى وأيرلندا). لعب مع نادي مقاطعة لانكشر للكريكت ‏ ونادي مقاطعة دورهام للكريكت ‏.

## وصلات خارجية
- ستانلي إليس على موقع إي آس بي آن كريك إنفو (الإنجليزية)